# El Ariye
El Ariye est une commune de Mauritanie située dans le département d'Ouad Naga de la région de Trarza.